# GoPets
Gopets é uma rede social de bichos de estimação em 3D. Criado na Coreia do Sul.
Nele, você poderá criar um bichinho, sendo cachorro, gato, panda, etc. podendo dar comida, bebida, e cuidar como se fosse de verdade.
Dá para você usar seu endereço de Windows Live Messenger (MSN) e criar um panda. Necessita instalar o software. Depois de instalado você poderá treinar seu bichinho de estimação e ele poderá pescar, brincar, conversar, ter sua ilha e colocar casas, árvores, e outros itens, cozinhar, e muito mais. E se você quisesse vestir seu animal? Você pode fazer isso também, mas tem alguns itens que precisarão que você chegue a um certo nível para comprá-los e usá-los.
Poderão também baixar jogos, ou jogar direto da internet no site, e além disso, as pessoas podem tentar achar outras pessoas com os mesmos interesses.